# En smärtornas man till Golgata gick
En smärtornas man till Golgata gick är en psalm med text och musik skriven 1934 av Elsa Eklund.

## Publicerad i
- Psalmer och Sånger 1987 som nr 508 under rubriken "Kyrkoåret - Fastan"[1]